# عبد الحميد كرامي
عبد الحميد كرامي (( 23 سبتمبر 1887- 23 نوفمبر  1950) ، سياسي لبناني وأحد زعماء الاستقلال الذين اعتقلتهم القوات الفرنسية في 11 نوفمبر 1943 في قلعة راشيا. انتخب نائبا في البرلمان اللبناني الأول بعد الاستقلال. كُلّف بتشكيل الحكومة اللبنانية الثالثة بعد الاستقلال.
حفيد مفتي طرابلس و قاضيها عبد الحميد الذي كان حياً بطرابلس عام 1240 هـ/1824 م وابن الشيخ رشيد مفتي طرابلس . تولى منصب الافتاء للفترة (1912-1918) ، وهو والد رئيسي مجلس الوزراء على التوالي: الشهيد رشيد كرامي والمحامي عمر كرامي و جد النائب والوزير فيصل كرامي.

## الولادة والنشأة
ولد عبد الحميد بطرابلس عام 1305 هـ/1887 م في بيت جمع بين الزعامة والإفتاء. تلقّى علومه الأولى في المدرسة الرشدية بطرابلس. ولازم علماء بلدته المشهورين وفي طليعتهم الشيخ محمد البارودي المتوفى عام 1345 هـ/1926 م والذي أخذ عنه تلاوة القرآن الكريم وأحكام التجويد والشيخ العلامة عبد المجيد المغربي أمين الفتوى. درس عبد الحميد الفقه واللغات العربية والفارسية والتركية، وألمّ بعض الشيء باللغتين الإنكليزية والفرنسية. وكان منزل العائلة يغص بالعلماء والأدباء ورجال الدولة؛ فقدّر لعبد الحميد الجمع بين علوم الدين والسياسة.

## الافتاء
توفي والده الشيخ رشيد مفتي طرابلس في عام 1331 هـ/1912 م، فأجمع أهالي طرابلس وعلماؤها على توليته منصب الإفتاء بالرغم من صغر سنه؛ فقام بمهامه الجديدة بكل جدارة واقتدار، فمثل الطائفة أفضل تمثيل، وقدم خدمات كثيرة لأبناء بلده، لا سيما أثناء الحرب العالمية الأولى، مما جعله محبوبًا للأهالي. وقد امتدت شهرته إلى جميع البلاد السورية والعربية فأحبّه رجالاتها.
وعندما احتل الفرنسيون لبنان، ودخلوا طرابلس حاولوا استمالته إليهم، لكنهم لم يفلحوا، فعزله المندوب الفرنسي من منصبي الحاكمية والإفتاء عام 1337 هـ/1918 م وعينوا مكانه الشيخ رشيد الميقاتي مفتياً على طرابلس ، يريدون بذلك إذكاء نار الفتنة بين أبناء المدينة، لكن عبد الحميد كان أول من زار الشيخ الميقاتي مهنئاً، وهكذا تمكّن بحكمته وببعد نظره من القضاء على هذه الفتنة.

## نشاطه السياسي
في عام 1337 هـ/ أيلول 1918 م وعلى أثر جلاء الأتراك عيّنه الملك فيصل حاكماً إدارياً للواء طرابلس؛ فأحسن القيام بمهامه وبرزت مقدرته الإدارية مزدانة بسمو التفكير مع النزاهة والحياد بين أصحاب النزعات السياسية والطبقية والاجتماعية. ولم يطل به المقام في منصب الحاكم الإداري حتى عزله المندوب الفرنسي من منصبي الحاكمية والإفتاء عام 1337 هـ/1918 م، لرفضه التعاون معهم.
لقد كان عبد الحميد صلباً في وطنيته، عالي الصوت في مقاومة الإستعمار، ساعياً لخلاص بلده من استبداد الفرنسيين وجورهم فلكل هذه الأسباب أحبّه الطرابلسيون وصدّروه زعيماً وطنياً في نضالهم ضد المستعمرين. وفي أواخر عهد الانتداب الفرنسي اختاره أبناء الشمال نائباً عنهم في مجلس النواب اللبناني. وفي 1362 هـ/21 تشرين ثاني 1943 م. إقتاده الجنود السنغاليون التابعون للمستعمرين الفرنسيين، بثياب النوم، إلى المنفى بقلعة راشيا في البقاع، مع رئيس الجمهورية آنذاك بشارة الخوري ورئيس الوزراء رياض الصلح.
لكن البلاد أضربت حتى استجابت الحكومة الفرنسية لإرادة الشعب اللبناني، فأطلقت سراح المواطنيين في 1362 هـ/ 22 تشرين ثاني 1943 م وفيهم المناضل عبد الحميد كرامي.
وفي عام 1365 هـ/1945 م اختارته رئاسة الجمهورية اللبنانية رئيساً لمجلس الوزراء، فقام بالمهمة خير قيام. كما مثّل لبنان في تأسيس الجامعة العربية.

## أعماله السياسية

### رئاسة الوزارة
- من 9 يناير 1945 إلى 22 أغسطس 1945 في عهد الرئيس بشارة الخوري.

### الوزارات التي تولاها
- وزيرا للدفاع الوطني ووزيرا للمالية من 9 يناير 1945 إلى 22 أغسطس 1945 وذلك في حكومته في عهد الرئيس

### نائبا في البرلمان
- انتخب في الدور التشريعي الخامس من 1943 إلى 1947.

## أبنائه
- الرئيس رشيد كرامي
- السيد معن كرامي
- الرئيس عمر كرامي

## وفاته
وبعد حياة حافلة بشتى أنواع النضال والكفاح والخدمات توفي عبد الحميد في 23 تشرين الثاني عام 1370 هـ/1950 م، فعمّ الحزن لبنان بأكمله، وشيّعته البلاد، وسار وراء نعشه كبار رجالات الدولة. ودفن بمسقط رأسه طرابلس، وأعلنت الدولة اللبنانية الحداد العام لمدة ثلاثة أيام، مشاركة منها في هذا المصاب الأليم. وقد نعاه كبار القادة العرب من أياد بيضاء في سبيل وحدة العرب واجتماع كلمتهم. لم يترك آثاراً مكتوبة سوى خطبه المحفوظة في سجلات المجلس النيابي.